# Almost Here
Almost Here – pierwszy studyny album The Academy Is... wydany przez wytwórnię Fueled by Ramen. Premiera odbyła się 8 lutego 2005 roku. Płytę promowały trzy single: "Checkmarks", "Slow Down" (ten singel został wybrany poprzez głosowanie w sieci) i "The Phrase That Pays". Na Youtube.com udostępniony jest jeszcze jeden teledysk, a mianowicie do "Classifieds". 
Wszystkie piosenki zostały napisane przez Williama i Mike'a, oprócz "Down and Out", do której muzykę napisał tylko Beckett. Wszystkie teksty piosenek napisane zostały przez Billa.

## Lista utworów
1. "Attention" – 2:53
2. "Season" – 3:34
3. "Slow Down" – 4:04
4. "The Phrase That Pays" – 3:17
5. "Black Mamba" – 2:46
6. "Skeptics and True Believers" – 2:54
7. "Classifieds" – 2:52
8. "Checkmarks" – 3:00
9. "Down and Out" – 4:30
10. "Almost Here" – 3:06